# غیر تجاری
یک امر غیرتجاری (به انگلیسی: Non-commercial activity) به عمل یا فعالیتی گفته می‌شود که شامل عملیات تجارتی ازقبیل خرید و فروش نبوده و به هدف کسب منفعت مالی انجام نمی‌شود.(برعکس یک فعالیت تجاری که در خدمت کسب منافع و سود بوده و بر بازرگانی متمرکز است) اشاره نمود.

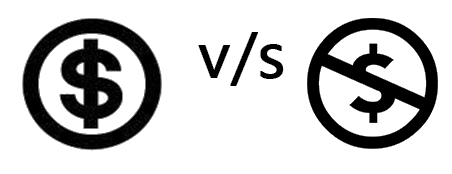
غیر تجاری (راست) در مقابل تجاری (چپ)

موسساتی که دارای فعالیت غیرتجاری هستند،شامل فعالیت هایی از قبیل خرید و فروش و توزیع کالاها نبوده و به فعالیت‌های فرهنگی، خیریه، آموزشی، شهرداری‌ها، مدارس و غیره می پردازند.